# Shanna Major
Shanna Major (26 juli 1982) is een Belgische voormalige atlete, die gespecialiseerd was in de middellange afstand. Zij werd driemaal Belgisch kampioene.

## Loopbaan
Major werd in 2004 voor het eerst Belgisch indoorkampioene op de 800 m. Ook outdoor behaalde ze dat jaar de Belgische titel. In 2005 werd ze voor de tweede maal Belgisch kampioene op de 800 m outdoor.
Major was aangesloten bij Hermes Club Oostende.

## Belgische kampioenschappen
Outdoor
| Onderdeel | Jaar       |
| --------- | ---------- |
| 800 m     | 2004, 2005 |

Indoor
| Onderdeel | Jaar |
| --------- | ---- |
| 800 m     | 2004 |

## Persoonlijke records
Outdoor
| Onderdeel | Prestatie | Datum            | Plaats         |
| --------- | --------- | ---------------- | -------------- |
| 800 m     | 2.04,12   | 23 juli 2005     | Heusden-Zolder |
| 1000 m    | 2.41,30   | 3 september 2004 | Brussel        |
| 1500 m    | 4.17,29   | 3 september 2005 | Beveren        |

Indoor
| Onderdeel | Prestatie | Datum           | Plaats |
| --------- | --------- | --------------- | ------ |
| 800 m     | 2.06,43   | 6 februari 2005 | Gent   |

## Palmares

### 800 m
- 2003:  BK AC – 2.08,35
- 2004:  BK indoor AC – 2.09,81
- 2004:  BK AC – 2.06,43
- 2005:  BK AC – 2.04,25